# George Middlemore
George Middlemore CB (* unbekannt; † 18. November 1850 in Royal Tunbridge Wells, Grafschaft Kent) war britischer Offizier, Vizegouverneur von Grenada und der Gouverneur von St. Helena sowie der Leeward und Windward Islands.

## Werdegang

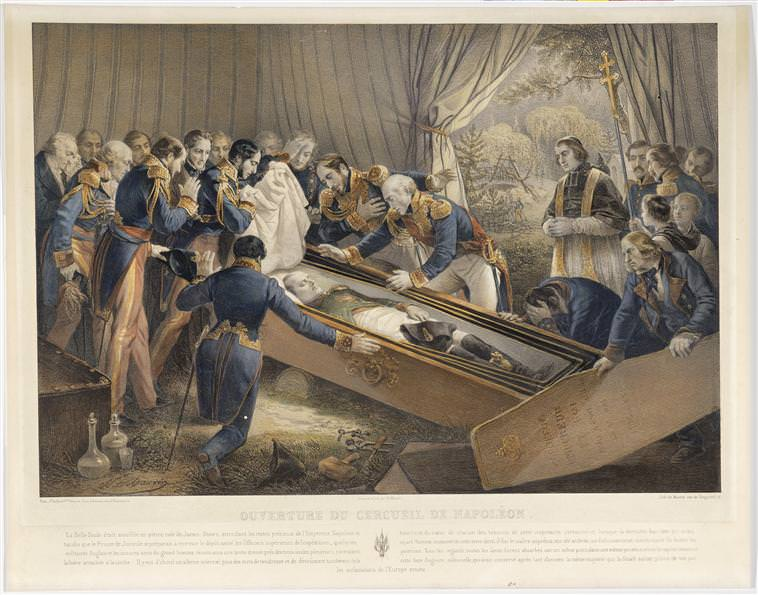
Öffnung von Napoleons Grab auf St Helena 1840

George Middlemore, Sohn von William Richard Middlemore (1731–1772) und Mary Douglas († 1803), Tochter von James Douglas aus Carlisle, verfolgte eine militärische Laufbahn. Er trat in das 86. Regiment ein, wo er am 15. Oktober 1794 zum Captain ernannt wurde. Seine Beförderung zum Major erfolgte am 14. September 1804. Zu jener Zeit diente er im 48. Regiment. Als dann Napoleon Bonaparte mit seinen Truppen auf der Iberischen Halbinsel einfiel, gehörte das 48. Regiment zu jenen, die gegen sie ausgeschickt wurden. Für seine Leistungen bei der Schlacht von Talavera, wo er zeitweise das Kommando über das Regiment führte, wurde er am 2. November 1809 zum Brevet Lieutenant Colonel befördert und erhielt den Order of the Bath.
Middlemore wurde 1813 zum stellvertretenden Generalquartiermeister im Stab des Severn District ernannt. Im nachfolgenden Jahr war er zuerst als Inspektor (Stabsoffizier) in Nottingham und später in Cork tätig. Am 12. August 1819 wurde er zum Colonel ernannt. Er diente so einige Zeit auf Halbsold im 12. Garnisonbataillon. Middlemore wurde 1830 zum Generalmajor befördert und kommandierte die Truppen in der Karibik. Am 13. Oktober 1833 wurde er zum Vizegouverneur von Grenada ernannt, einen Posten, den er bis 1835 innehatte. Danach war er von 1836 bis 1842 Gouverneur von St. Helena. Während dieser Zeit überwachte er 1840 die Rückführung der sterblichen Überreste von Napoleon Bonaparte von St. Helena nach Frankreich und wurde 1841 zum Generalleutnant befördert. Danach wurde er 1843 zum Gouverneur der Leeward und Windward Islands ernannt.
George Middlemore war mit Phillis Sophia Lobb († 1854) verheiratet. Das Paar hatte sechs gemeinsame Kinder.